# 0833
0833 è il prefisso telefonico del distretto di Gallipoli, appartenente al compartimento di Bari.
Il distretto comprende la parte sud-occidentale della provincia di Lecce. Confina con i distretti di Taranto (099) a ovest, di Lecce (0832) a nord e di Maglie (0836) a nord-est.

## Aree locali
Il distretto di Gallipoli comprende 33 comuni compresi nelle 4 aree locali di Alessano (ex settori di Alessano e Ruffano), Gallipoli, Nardò e Parabita (ex settori di Parabita e Racale).

## Comuni
I comuni compresi nel distretto sono: Alessano, Alezio, Alliste, Casarano, Castrignano del Capo, Collepasso, Corsano, Gagliano del Capo, Galatone, Gallipoli, Matino, Melissano, Miggiano, Montesano Salentino, Morciano di Leuca, Nardò, Parabita, Patù, Porto Cesareo, Presicce-Acquarica, Racale, Ruffano, Salve, Sannicola, Specchia, Supersano, Taurisano, Taviano, Tiggiano, Tricase, Tuglie e Ugento .